# Bajanizm

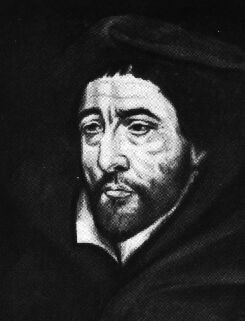
Bajus

Bajanizm – system teologiczny stworzony przez Michela de Bay, opierający się na interpretacji pism Augustyna. Doprowadził do sporów teologicznych w XVII  i XVIII wieku oraz stanowił podstawy jansenizmu. Charakteryzował się skrajnym rygoryzmem moralnym i obyczajowym. Bajanizm w całości (in globo) został odrzucony przez Kościół katolicki w 1567 bullą Ex omnibus afflictionibus Piusa V.
Według bajanizmu po upadku Adama, wskutek grzechu pierworodnego natura człowieka została całkowicie zniszczona i skierowała człowieka ku stałej inklinacji do zła i grzechu. Człowiek nie ma innej wewnętrznej woli jak czynienia zła. Nie ma też wolnej woli i wolności, ponieważ wszystko co czyni jest złe. Nie ma więc możliwości wyboru pomiędzy dobrem i złem. Zbawienie, jakie człowiekowi dał Chrystus, jest wyłącznie łaską uzdalniającą do wypełniania przykazań. Przykazania, które wypełni człowiek są jego zasługą, ale ich wypełnianie zależy wyłącznie od łaski, której nie można się oprzeć. Łaska jest niezależna od sakramentów, i od łaski, a nie od sakramentów zależy uczestnictwo człowieka w miłości Boga. Grzech Adama skaził całą naturę, więc również Maryja była skażona grzechem. 
Niektóre potępione teorie bajanizmu wyjęte z pism Bajusa:
- Bóg nie mógł od początku stworzyć takiego człowieka, jaki się dziś rodzi.
- Żaden grzech nie jest z natury swej powszedni, lecz każdy zasługuje na wieczne potępienie.
- Wolna wola bez pomocy łaski Bożej zdolna jest tylko grzeszyć.
- Nieśmiertelność pierwszego człowieka nie była darem łaski, ale naturalnym jego stanem.
- Błogosławiona Dziewica umarła z powodu grzechu zaciągniętego przez Adama i wszystkie jej cierpienia (...) były karą za grzech pierworodny lub osobisty[1].